# Heliconius ethilla
Heliconius ethilla (denominada popularmente, em inglês, Ethilia Longwing) é uma borboleta neotropical da família Nymphalidae e subfamília Heliconiinae, nativa do sul da América Central, no Panamá, até a Argentina, na América do Sul. Foi classificada por Jean Baptiste Godart, com a denominação de Heliconia ethilla, no ano de 1819, a partir de um espécime-tipo com provável proveniência da Venezuela ou de Trinidad ("Antilles" na descrição, contida no texto Revision der Ersten Gruppe der Gattung Heliconius). Suas lagartas se alimentam de plantas do gênero Passiflora (família Passifloraceae).

## Descrição
Esta espécie não possui grande dimorfismo sexual, em vista superior e inferior, com as suas asas moderadamente longas e estreitas e de coloração predominante em laranja, desenhadas com variáveis padrões de branco, amarelo e negro. Este padrão é comum a diversas espécies de Lepidoptera americanos dos trópicos, que compartilham um mecanismo mimético comum nestas cores, cuja função é aposemática; com Heliconius ethilla normalmente participando de associações de mimetismo mülleriano. Seus indivíduos podem atingir até os seis ou sete centímetros de envergadura.

## Habitat, hábitos e alimentação
Esta borboleta geralmente voa lentamente e a uma altura baixa, em altitudes que vão do nível médio do mar a até 2.000 metros em florestas tropicais e subtropicais úmidas e em habitats de borda de floresta, como clareiras, até ambientes antrópicos como jardins e parques de cidades, onde procuram o néctar e o pólen das flores para sua alimentação.

## Longevidade
O pólen de sua alimentação contribui muito para a longevidade das borboletas. Algumas espécies de Heliconius vivem por até nove meses como adultas. A longevidade conhecida de uma borboleta adulta de Heliconius ethilla pode variar de 106 a 160 dias.

## Subespécies
H. ethilla possui vinte e cinco subespécies:
- Heliconius ethilla ethilla - Descrita por Godart em 1819. Nativa da Venezuela e Trinidad (localidade tipo: "Antilles", na descrição).
- Heliconius ethilla narcaea - Descrita por Godart em 1819. Nativa do Brasil (localidade tipo: "Antilles", na descrição).
- Heliconius ethilla eucoma - Descrita por Hübner em 1831. Nativa do Panamá ao Peru (localidade tipo: "Brazil", na descrição).
- Heliconius ethilla aerotome - Descrita por C. & R. Felder em 1862. Nativa do Suriname (localidade tipo: "Brazil, Amazonas", na descrição).
- Heliconius ethilla cephallenia - Descrita por C. & R. Felder em 1865. Nativa do Suriname (localidade tipo: Suriname).
- Heliconius ethilla polychrous - Descrita por C. & R. Felder em 1865. Nativa do Brasil (localidade tipo: São Paulo).
- Heliconius ethilla metalilis - Descrita por Butler em 1873. Nativa da Venezuela (localidade tipo: Venezuela).
- Heliconius ethilla claudia - Descrita por Godman & Salvin em 1881. Nativa do Panamá (localidade tipo: Calobre).
- Heliconius ethilla mentor - Descrita por Weymer em 1883. Nativa da Colômbia (localidade tipo: Colômbia).
- Heliconius ethilla flavofasciatus - Descrita por Weymer em 1894. Nativa do Brasil (localidade tipo: Pará).
- Heliconius ethilla flavomaculatus - Descrita por Weymer em 1894. Nativa do Brasil (localidade tipo: Pernambuco).
- Heliconius ethilla numismaticus - Descrita por Weymer em 1894. Nativa do Brasil (localidade tipo: Pará).
- Heliconius ethilla semiflavidus - Descrita por Weymer em 1894. Nativa da Colômbia (localidade tipo: Colômbia).
- Heliconius ethilla tyndarus - Descrita por Weymer em 1897. Nativa da Bolívia (localidade tipo: Bolívia).
- Heliconius ethilla thielei - Descrita por Riffarth em 1900. Nativa da Guiana Francesa (localidade tipo: Guiana Francesa).
- Heliconius ethilla adela - Descrita por Neustetter em 1912. Nativa do Peru (localidade tipo: Peru).
- Heliconius ethilla nebulosa - Descrita por Kaye em 1916. Nativa do Peru (localidade tipo: Yahuarmayao).
- Heliconius ethilla hyalina - Descrita por Neustetter em 1928. Nativa do Brasil (localidade tipo: Roraima).
- Heliconius ethilla chapadensis - Descrita por Brown em 1973. Nativa do Brasil (localidade tipo: Mato Grosso).
- Heliconius ethilla jaruensis - Descrita por Brown em 1976. Nativa do Brasil (localidade tipo: Rondônia).
- Heliconius ethilla yuruani - Descrita por Brown & Fernández em 1985. Nativa da Venezuela (localidade tipo: Venezuela).
- Heliconius ethilla michaelianius - Descrita por Lamas em 1988. Nativa do Peru (localidade tipo: Peru).
- Heliconius ethilla penthesilea - Descrita por Neukirchen em 1994. Nativa do Brasil (localidade tipo: Amazonas).
- Heliconius ethilla latona - Descrita por Neukirchen em 1998. Nativa da Colômbia (localidade tipo: Colômbia).
- Heliconius ethilla neukircheni - Descrita por Lamas em 1998. Nativa do Peru (localidade tipo: Peru).